# Lövei Sándor
Lövei Sándor (Püspökladány, 1975 –) magyar költő.

## Élete
1975-ben született Püspökladányban. Első versei egy napilapban jelentek meg 1991-ben. 1991-1997-ig rendszeresen publikált verseket a debreceni Hajdú-Bihari Naplóban. Ratkó örökösnek tartják. Saját magát, népi költőnek vallja. Mesterei Ószabó István költő, drámaíró, Vitéz Ferenc költő, Bényei József költő, színházigazgató és főszerkesztő, a debreceni Hajdú-Bihari Napló egykori főszerkesztője. A kétezres években kötetei grafikus művészekkel, és fotóművészekkel közösen publikálta. minden versét a pillanatnyiság jellemzi, amely nem a mulandót, hanem éppen a maradandót jelzi, ami megmarad az olvasó recehártyáján, mert rendkívüli módon képszerű és plasztikus, és mert képszerű szinte minden irányban tovább rajzolható, így erősebben kapaszkodik a képzeletbe. 2010-ben készített könyvet Kenderesen Horthy Istvánnéval. 2018-ban Péreli Zsuzsa Kossuth-díjas textilművész alkotásairól írt 15 verset, mely  a " Ha keresnél" című könyvében szerepel, ami 2018-ban jelent meg Debrecenben. A kötetben így vall az alkotásról: " Hálásan köszönöm Péreli Zsuzsa művésznőnek hogy ihletet adott, és a művein keresztül a katarzisig vezetett. Az elmúlt években Lövei Sándor versei megjelentek a következő folyóiratokban: Kislant, Kethano Drom, Kapu folyóirat, Szókimondó folyóirat és a Főnix dala folyóirat. "Olyan élménylírának nevezném Lövei Sándor verseit, amelyekben az átélt, a látott, a transzportált valóságok szövetként feslenek föl, majd simulnak ki; mint a viharban az összeesett zúgás: benne van a szél, a fák, az eső, és aztán az elcsöndesedés. Ebből az elcsöndesedésből jönnek vissza a képek: a tájak, amelyekben zöldek és kékek a dombok, és magányosak a fák. Az élmény bele van szőve az élményt bele van szőve az élményt adó szőttesbe. 2020-ban jelent meg új kötete - Az idő távolából -  amit Péreli Zsuzsa Kossuth-díjas, A nemzet művésze alkotásairól írott verseit tartalmazza. Valami ˝meditatív ˝ szőtteslíra ez, amit kötetében csomózva rögzít a költő." - Papp András író

## Kötetei
- A tolakodó hajnal 1994
- Eső veri szét álmaink ezüst kupoláját 1995
- Eltévedt szemek 2001
- Elszöknek az angyalok 2003
- Ha elhallgatnak a harangok 2003
- Még ne aludj el - Máthé Andrással 2004
- Minden hajnalban 2004
- Tavaszi erő 2005
- Ha vége a nyárnak - Máthé Andrással 2005
- Fénytelen napjaink - Szilágyi Imrével 2006
- Harangöntés 2006
- A szeptember még nyári hónap - Szilágyi Imrével 2007
- Orgonaszó keresi a szívedet 2008
- Tenger helyett pusztaság 2008
- Minden napomat - Szilágyi Imrével 2009
- Ha tudnám meddig élek - Nagy Istvánnal 2009
- Nem küldök képeslapot - Nagy Istvánnal 2010
- A délután emlékei - Tóth Lászlóval 2010
- Eleven Föld 2011
- Adósa vagyok ennek a földnek 2011
- Lövei Sándor–Gergely Attila: Adósa vagyok ennek a földnek; Színforrás Kft., Debrecen, 2011
- Elmulasztott életünk 2012
- Ahol a madarak énekét hallgatod 2012
- A május szökevénye 2013
- Ha volt időnk 2014
- Valahol megtalálsz 2015
- Mindig vártál rám; Színforrás Kft., Debrecen, 2017
- Ha keresnél 2018
- Látomás Rólad 2019 ISBN 978-963-89586-9-3
- Az idő távolából 2020 ISBN 978-615-6304-00-1
- Elfelejtett ének 2022 ISBN 978-615-6304-01-8